# Stellaria pilosoides
Stellaria pilosoides är en nejlikväxtart som beskrevs av Shi L.Chen, Rabeler och Turland. Stellaria pilosoides ingår i släktet stjärnblommor, och familjen nejlikväxter. Inga underarter finns listade i Catalogue of Life.